# Plaimbois-du-Miroir
Plaimbois-du-Miroir är en kommun i departementet Doubs i regionen Bourgogne-Franche-Comté i östra Frankrike. Kommunen ligger i kantonen Le Russey som tillhör arrondissementet Pontarlier. År 2022 hade Plaimbois-du-Miroir 280 invånare.

## Befolkningsutveckling
Antalet invånare i kommunen Plaimbois-du-Miroir
Referens:INSEE